# Riblja čorba
Riblja čorba (srbska cirilica: Рибља чорба) je bila srbska rock skupina. Spada med najpriljubljenejše in najvplivnejše izvajalce z jugoslovanske rock scene.
Skupino so leta 1978 ustanovili pevec Bora Đorđević, kitarist Rajko Kojić, bas kitarist Miša Aleksić in bobnar Vicko Milatović. Njihov prvenec, singel Lutka sa naslovne strane, je doživel velikanski uspeh in jim prinesel prepoznavnost. Kmalu se jim je pridružil kitarist Momčilo Bajagić Bajaga in nova zasedba je izdala svoj prvi album Kost u grlu, ki so ga predvsem po zaslugi Đorđevićevih besedil dobro sprejeli tako kritiki kot javnost. Albumi, ki so sledili – Pokvarena mašta i prljave strasti, Mrtva priroda in Buvlja pijaca – so jih ponesli na sam vrh jugoslovanske glasbene scene; pogosto provokativna besedila z družbeno in politično tematiko so prejemala pohvale kritikov in pogosto sprožala medijske škandale. V sredi 1980. let je skupina po kratkotrajni krizi spremenila zasedbo in si povrnila slavo z albumom Istina. Ob razpadu Jugoslavije in začetku vojn v nekdanji državi je priljubljenost skupine močno okrnila Đorđevićeva podpora srbskemu nacionalizmu. Nacionalizem in hkratno nasprotovanje režimu Slobodana Miloševića sta se odsevala v albumih, izdanih v 1990. letih. Do danes je Riblja čorba ostala ena najprepoznavnejših srbskih rockovskih skupin, čeprav so novejši albumi dosegli skromnejši uspeh v primerjavi z jugoslovanskim obdobjem.

## Člani
- Bora Đorđević – vokal (1978–2024)
- Rajko Kojić – kitara (1978–1984)
- Miša Aleksić – bas kitara (1978–2020)
- Vicko Milatović – bobni (1978–1983, 1984–2024)
- Momčilo Bajagić – kitara (1979–1984)
- Vidoja Božinović – kitara (1984–2024)
- Vladimir Golubović – bobni (1984–1989)
- Nikola Čuturilo – kitara (1984–1989)
- Zoran Ilić – kitara (1989–1996)
- Vlada Barjaktarević – klaviatura (1993–2002)
- Nikola Zorić – klaviatura (2002–2024)
- Ivan Stanković – bas kitara (2020–2024)

## Diskografija
| - Kost u grlu (1979) - Pokvarena mašta i prljave strasti (1981) - Mrtva priroda (1981) - Buvlja pijaca (1982) - Večeras vas zabavljaju muzičari koji piju (1984) - Istina (1985) - Osmi nervni slom (1986) - Ujed za dušu (1987) - Priča o ljubavi obično ugnjavi (1988) - Koza nostra (1990) - Labudova pesma (1992) - Zbogom, Srbijo (1993) - Ostalo je ćutanje (1996) - Nojeva barka (1999) - Pišanje uz vetar (2001) - Ovde (2003) - Trilogija (2007) - Minut sa njom (2009) - Uzbuna! (2012) - Da tebe nije (2019) | - U ime naroda (1982) - Nema laži, nema prevare, uživo Zagreb (1995) - Od Vardara pa do Triglava (1995) - Beograd, uživo '97-1 in 2 (1997) - Gladijatori u BG Areni (2008) - Niko nema ovakve ljude (2010) - Koncert za brigadire - Uživo Đerdap 85 (2012) - Čorba se čuje i bez struje (2015) - Lutka sa naslovne strane / On i njegov BMW (1978) - Rokenrol za kućni savet / Valentino iz restorana (1979) - Nazad u veliki prljavi grad / Mirno spavaj (1980) - Kad hodaš / Priča o Žiki Živcu (1984) - Nesrećnice, nije te sramota / Zašto kuče arlauče (1987) - Uzbuna / Užasno mi nedostaje (2012) |